# Никольское (Куркинский район)
Никольское — село в Куркинском районе Тульской области России.
В рамках административно-территориального устройства относится к Сергиевской волости Куркинского района, в рамках организации местного самоуправления включается в Самарское сельское поселение.

## География
Село находится в юго-восточной части Тульской области, в лесостепной зоне, в пределах юго-восточной части Среднерусской возвышенности, на правом берегу реки Птани, к северу от автодороги 70К-129, на расстоянии примерно 15 километров (по прямой) к западу от Куркина, административного центра района.

### Климат
Климат характеризуется как умеренно континентальный, с умеренно холодной снежной зимой и тёплым летом. Среднегодовая многолетняя температура воздуха составляет 4,2 °С. Абсолютный минимум температуры воздуха холодного периода составляет −42 °C; абсолютный максимум тёплого периода — 37 °C. Среднегодовое количество атмосферных осадков составляет 540—545 мм, из которых большая часть выпадает в тёплый период. Снежный покров держится в течение примерно 140 дней.

### Часовой пояс
Село Никольское, как и вся Тульская область, находится в часовой зоне МСК (московское время). Смещение применяемого времени относительно UTC составляет +3:00.

## Население
| 2010 |
| ---- |
| 1    |